# Jemeljan Pugatjov (film fra 1978)
|  | For den sovjetiske film fra 1937 om Pugatjov, se Pugatjov (film fra 1937) |
Jemeljan Pugatjov (russisk: Емельян Пугачёв) er en sovjetisk historisk spillefilm fra 1978 produceret af Mosfilm og instrueret af Aleksej Saltykov. I filmens hovedroller er Jevgenij Matvejev og Vija Artmane.
Filmen modtog specialprisen ved Sovjetunionens filmfestival i 1979.

## Handling
Kosaklederen Jemeljan Pugatjov anstifter et oprør mod feudalherrernes grusomheder. Han tager afdøde zar Peter 3. af Ruslands identitet og leder Pugatjovopstanden, der vokser sig til en slagkraftig bevægelse.
Kejserinde Katarina den Store sender hæren mod oprørerne. Forræddere blandt kosakkerne forråder Pugatjov, der føres til Moskva for at blive henrettet.

## Medvirkende
- Jevgenij Matvejev som Jemeljan Pugatjov
- Vija Artmane som Jekaterina
- Tamara Sjomina som Sofia Pugachyeva
- Olga Prokhorova som Ustinja Pugatjova
- Pjotr Glebov som Stepan Fedulov